# Ronde van Frankrijk 2020/Startlijst
Deze pagina bevat de startlijst van de 107e Ronde van Frankrijk die op zaterdag 29 augustus 2020 van start ging in Nice. In totaal deden er 22 ploegen mee aan de rittenkoers die op zondag 20 september eindigde in Parijs. Iedere ploeg ging met acht renners van start, wat het totaal aantal deelnemers op 176 brengt.

## Overzicht

### Team INEOS Grenadiers
| rugnummer | renner               | prestaties deze ronde              | opmerkingen                | eindklassering |
| --------- | -------------------- | ---------------------------------- | -------------------------- | -------------- |
| 1         | Egan Bernal          | 7e, 8e, 9e, 10e, 11e en 12e etappe | Niet gestart in 17e etappe | DNF            |
| 2         | Andrey Amador        |                                    |                            | 77e            |
| 3         | Richard Carapaz      | 18e en 19e etappe 16e etappe       |                            | 13e            |
| 4         | Jonathan Castroviejo |                                    | Niet gestart in 19e etappe | DNF            |
| 5         | Michał Kwiatkowski   | Winnaar: 18e etappe                |                            | 30e            |
| 6         | Luke Rowe            |                                    |                            | 129e           |
| 7         | Pavel Sivakov        |                                    |                            | 87e            |
| 8         | Dylan van Baarle     |                                    |                            | 59e            |

### Team Jumbo-Visma
| rugnummer | renner                | prestaties deze ronde                                                            | opmerkingen | eindklassering |
| --------- | --------------------- | -------------------------------------------------------------------------------- | ----------- | -------------- |
| 11        | Primož Roglič         | Winnaar: 4e etappe 9e, 10e, 11e, 12e, 13e, 14e, 15e, 16e, 17e, 18e en 19e etappe |             | 2e             |
| 12        | George Bennett        |                                                                                  |             | 34e            |
| 13        | Amund Grøndahl Jansen |                                                                                  |             | 128e           |
| 14        | Tom Dumoulin          |                                                                                  |             | 7e             |
| 15        | Robert Gesink         |                                                                                  |             | 42e            |
| 16        | Sepp Kuss             |                                                                                  |             | 15e            |
| 17        | Tony Martin           |                                                                                  |             | 118e           |
| 18        | Wout van Aert         | Winnaar: 5e en 7e etappe                                                         |             | 20e            |

### BORA-hansgrohe
| rugnummer | renner                | prestaties deze ronde       | opmerkingen                | eindklassering |
| --------- | --------------------- | --------------------------- | -------------------------- | -------------- |
| 21        | Peter Sagan           | 3e, 4e, 7e, 8e en 9e etappe |                            | 84e            |
| 22        | Emanuel Buchmann      |                             |                            | 38e            |
| 23        | Felix Großschartner   |                             |                            | 63e            |
| 24        | Lennard Kämna         | Winnaar: 16e etappe         |                            | 33e            |
| 25        | Gregor Mühlberger     |                             | Opgave in 11e etappe       | DNF            |
| 26        | Daniel Oss            | 7e etappe                   |                            | 105e           |
| 27        | Lukas Pöstlberger     |                             | Afgestapt in de 19e etappe | DNF            |
| 28        | Maximilian Schachmann | 13e etappe                  |                            | 57e            |

### AG2R La Mondiale
| rugnummer | renner            | prestaties deze ronde                                                                | opmerkingen                | eindklassering |
| --------- | ----------------- | ------------------------------------------------------------------------------------ | -------------------------- | -------------- |
| 31        | Romain Bardet     |                                                                                      | Niet gestart in 14e etappe | DNF            |
| 32        | Mikaël Cherel     |                                                                                      |                            | 26e            |
| 33        | Benoît Cosnefroy  | 2e, 3e, 4e, 5e, 6e, 7e, 8e, 9e, 10e, 11e, 12e, 13e, 14e, 15e en 16e etappe 2e etappe |                            | 116e           |
| 34        | Pierre Latour     |                                                                                      | Opgave in 14e etappe       | DNF            |
| 35        | Oliver Naesen     |                                                                                      |                            | 61e            |
| 36        | Nans Peters       | Winnaar: 8e etappe                                                                   |                            | 65e            |
| 37        | Clément Venturini |                                                                                      |                            | 104e           |
| 38        | Alexis Vuillermoz |                                                                                      |                            | 35e            |

### Deceuninck–Quick-Step
| rugnummer | renner             | prestaties deze ronde                                                                                  | opmerkingen              | eindklassering |
| --------- | ------------------ | --- | ------------------------ | -------------- |
| 41        | Julian Alaphilippe | Winnaar: 2e etappe 2e, 3e en 4e etappe 17e etappe                                                      |                          | 36e            |
| 42        | Kasper Asgreen     | |                          | 114e           |
| 43        | Sam Bennett        | Winnaar: 10e en 21e etappe 5e, 6e, 10e, 11e, 12e, 13e, 14e, 15e, 16e, 17e, 18e, 19e, 20e en 21e etappe | Winnaar puntenklassement | 138e           |
| 44        | Rémi Cavagna       | 19e etappe                                                                                             |                          | 113e           |
| 45        | Tim Declercq       | |                          | 127e           |
| 46        | Dries Devenyns     | |                          | 90e            |
| 47        | Bob Jungels        | |                          | 43e            |
| 48        | Michael Mørkøv     | |                          | 130e           |

### Groupama-FDJ
| rugnummer | renner                | prestaties deze ronde | opmerkingen                     | eindklassering |
| --------- | --------------------- | --------------------- | ------------------------------- | -------------- |
| 51        | Thibaut Pinot         |                       |                                 | 29e            |
| 52        | William Bonnet        |                       | Opgave in de 8e etappe          | DNF            |
| 53        | David Gaudu           |                       | Afgestapt in de 16e etappe      | DNF            |
| 54        | Stefan Küng           | 10e en 14e etappe     | Niet gestart voor de 17e etappe | DNF            |
| 55        | Matthieu Ladagnous    | 11e etappe            |                                 | 94e            |
| 56        | Valentin Madouas      |                       |                                 | 27e            |
| 57        | Rudy Molard           |                       |                                 | 39e            |
| 58        | Sébastien Reichenbach |                       |                                 | 24e            |

### Bahrain McLaren
| rugnummer | renner          | prestaties deze ronde | opmerkingen               | eindklassering |
| --------- | --------------- | --------------------- | ------------------------- | -------------- |
| 61        | Mikel Landa     |                       |                           | 4e             |
| 62        | Peio Bilbao     |                       |                           | 16e            |
| 63        | Damiano Caruso  |                       |                           | 10e            |
| 64        | Sonny Colbrelli |                       |                           | 93e            |
| 65        | Marco Haller    |                       |                           | 143e           |
| 66        | Matej Mohorič   |                       |                           | 76e            |
| 67        | Wout Poels      | 5e etappe             |                           | 110e           |
| 68        | Rafael Valls    |                       | Niet gestart in 2e etappe | DNF            |

### EF Education First Pro Cycling
| rugnummer | renner             | prestaties deze ronde                 | opmerkingen          | eindklassering |
| --------- | ------------------ | ------------------------------------- | -------------------- | -------------- |
| 71        | Rigoberto Urán     |                                       |                      | 8e             |
| 72        | Alberto Bettiol    |                                       |                      | 62e            |
| 73        | Hugh Carthy        |                                       |                      | 37e            |
| 74        | Sergio Higuita     |                                       | Opgave in 15e etappe | DNF            |
| 75        | Jens Keukeleire    |                                       |                      | 89e            |
| 76        | Daniel Martínez    | Winnaar: 13e etappe                   |                      | 28e            |
| 77        | Neilson Powless    |                                       |                      | 56e            |
| 78        | Tejay van Garderen |                                       |                      | 91e            |
|           | Team               | 4e, 5e, 6e, 7e, 8e, 13e en 14e etappe |                      |                |

### Arkéa Samsic
| rugnummer | renner         | prestaties deze ronde | opmerkingen         | eindklassering |
| --------- | -------------- | --------------------- | ------------------- | -------------- |
| 81        | Nairo Quintana |                       |                     | 17e            |
| 82        | Winner Anacona |                       |                     | 66e            |
| 83        | Warren Barguil |                       |                     | 14e            |
| 84        | Kévin Ledanois |                       |                     | 102e           |
| 85        | Dayer Quintana |                       |                     | 95e            |
| 86        | Diego Rosa     |                       | Opgave in 8e etappe | DNF            |
| 87        | Clément Russo  |                       |                     | 133e           |
| 88        | Connor Swift   |                       |                     | 106e           |

### Movistar Team
| rugnummer | renner             | prestaties deze ronde                                         | opmerkingen               | eindklassering |
| --------- | ------------------ | ------------------------------------------------------------- | ------------------------- | -------------- |
| 91        | Alejandro Valverde |                                                               |                           | 12e            |
| 92        | Dario Cataldo      |                                                               |                           | 80e            |
| 93        | Imanol Erviti      |                                                               |                           | 74e            |
| 94        | Enric Mas          |                                                               |                           | 5e             |
| 95        | Nélson Oliveira    |                                                               |                           | 55e            |
| 96        | José Joaquín Rojas |                                                               |                           | 70e            |
| 97        | Marc Soler         |                                                               |                           | 21e            |
| 98        | Carlos Verona      |                                                               |                           | 19e            |
|           | Team               | 9e, 10e, 11e, 12e, 15e, 16e, 17e, 18e, 19e, 20e en 21e etappe | Winnaar ploegenklassement |                |

### Trek-Segafredo
| rugnummer | renner          | prestaties deze ronde | opmerkingen          | eindklassering |
| --------- | --------------- | --------------------- | -------------------- | -------------- |
| 101       | Richie Porte    |                       |                      | 3e             |
| 102       | Niklas Eg       |                       |                      | 51e            |
| 103       | Kenny Elissonde |                       |                      | 25e            |
| 104       | Bauke Mollema   |                       | Opgave in 13e etappe | DNF            |
| 105       | Mads Pedersen   | 1e etappe             |                      | 124e           |
| 106       | Toms Skujiņš    |                       |                      | 81e            |
| 107       | Jasper Stuyven  |                       |                      | 71e            |
| 108       | Edward Theuns   |                       |                      | 119e           |
|           | Team            | 1e, 2e en 3e etappe   |                      |                |

### CCC Team
| rugnummer | renner               | prestaties deze ronde | opmerkingen          | eindklassering |
| --------- | -------------------- | --------------------- | -------------------- | -------------- |
| 111       | Greg Van Avermaet    |                       |                      | 50e            |
| 112       | Alessandro De Marchi |                       |                      | 100e           |
| 113       | Simon Geschke        |                       |                      | 48e            |
| 114       | Jan Hirt             |                       |                      | 67e            |
| 115       | Jonas Koch           |                       |                      | 125e           |
| 116       | Michael Schär        | 1e etappe             |                      | 69e            |
| 117       | Matteo Trentin       |                       |                      | 79e            |
| 118       | Ilnoer Zakarin       |                       | Opgave in 12e etappe | DNF            |

### Cofidis
| rugnummer | renner              | prestaties deze ronde | opmerkingen         | eindklassering |
| --------- | ------------------- | --------------------- | ------------------- | -------------- |
| 121       | Guillaume Martin    |                       |                     | 11e            |
| 122       | Simone Consonni     |                       |                     | 112e           |
| 123       | Nicolas Edet        |                       |                     | 49e            |
| 124       | Jesús Herrada       |                       |                     | 44e            |
| 125       | Christophe Laporte  |                       |                     | 107e           |
| 126       | Anthony Perez       |                       | Opgave in 3e etappe | DNF            |
| 127       | Pierre-Luc Périchon |                       |                     | 86e            |
| 128       | Elia Viviani        |                       |                     | 135e           |

### UAE Team Emirates
| rugnummer | renner               | prestaties deze ronde | opmerkingen                                                    | eindklassering |
| --------- | -------------------- | --- | -------------------------------------------------------------- | -------------- |
| 131       | Tadej Pogačar        | Winnaar: 9e, 15e en 20e etappe 20e en 21e etappe 17e, 20e en 21e etappe 4e, 5e, 6e, 13e, 14e, 15e, 16e, 17e, 18e, 19e, 20e en 21e etappe | Winnaar eind-, berg- en jongerenklassement Ronde van Frankrijk | 1e             |
| 132       | Fabio Aru            | | Opgave in 9e etappe                                            | DNF            |
| 133       | David de la Cruz     | |                                                                | 72e            |
| 134       | Davide Formolo       | | Niet gestart in 11e etappe                                     | DNF            |
| 135       | Alexander Kristoff   | Winnaar: 1e etappe 1e en 2e etappe |                                                                | 132e           |
| 136       | Vegard Stake Laengen | |                                                                | 82e            |
| 137       | Marco Marcato        | |                                                                | 111e           |
| 138       | Jan Polanc           | |                                                                | 40e            |

### Astana Pro Team
| rugnummer | renner             | prestaties deze ronde | opmerkingen          | eindklassering |
| --------- | ------------------ | --------------------- | -------------------- | -------------- |
| 141       | Miguel Ángel López | Winnaar: 17e etappe   |                      | 6e             |
| 142       | Omar Fraile        |                       |                      | 60e            |
| 143       | Hugo Houle         |                       |                      | 47e            |
| 144       | Gorka Izagirre     |                       |                      | 22e            |
| 145       | Jon Izagirre       |                       | Opgave in 11e etappe | DNF            |
| 146       | Aleksej Loetsenko  | Winnaar: 6e etappe    |                      | 46e            |
| 147       | Luis León Sánchez  |                       |                      | 32e            |
| 148       | Harold Tejada      |                       |                      | 45e            |

### Lotto Soudal
| rugnummer | renner           | prestaties deze ronde     | opmerkingen                     | eindklassering |
| --------- | ---------------- | ------------------------- | ------------------------------- | -------------- |
| 151       | Caleb Ewan       | Winnaar: 3e en 11e etappe |                                 | 144e           |
| 152       | Steff Cras       |                           | Opgave in 9e etappe             | DNF            |
| 153       | Jasper De Buyst  |                           |                                 | 142e           |
| 154       | Thomas De Gendt  |                           |                                 | 52e            |
| 155       | John Degenkolb   |                           | Buiten tijdslimiet in 1e etappe | DNF            |
| 156       | Frederik Frison  |                           |                                 | 145e           |
| 157       | Philippe Gilbert |                           | Niet gestart in 2e etappe       | DNF            |
| 158       | Roger Kluge      |                           |                                 | 146e (laatste) |

### Mitchelton-Scott
| rugnummer | renner                  | prestaties deze ronde   | opmerkingen                  | eindklassering |
| --------- | ----------------------- | ----------------------- | ---------------------------- | -------------- |
| 161       | Adam Yates              | 5e, 6e, 7e en 8e etappe |                              | 9e             |
| 162       | Jack Bauer              |                         |                              | 83e            |
| 163       | Sam Bewley              |                         | Opgave in 10e etappe         | DNF            |
| 164       | Esteban Chaves          |                         |                              | 23e            |
| 165       | Daryl Impey             |                         |                              | 97e            |
| 166       | Christopher Juul-Jensen |                         |                              | 99e            |
| 167       | Luka Mezgec             |                         |                              | 88e            |
| 168       | Mikel Nieve             |                         | Opgave tijdens de 17e etappe | DNF            |

### Israel Start-Up Nation
| rugnummer | renner           | prestaties deze ronde | opmerkingen                | eindklassering |
| --------- | ---------------- | --------------------- | -------------------------- | -------------- |
| 171       | Daniel Martin    |                       |                            | 41e            |
| 172       | André Greipel    |                       | Afgestapt in de 18e etappe | DNF            |
| 173       | Ben Hermans      |                       |                            | 68e            |
| 174       | Hugo Hofstetter  |                       |                            | 115e           |
| 175       | Krists Neilands  | 4e etappe             |                            | 85e            |
| 176       | Guy Niv          |                       |                            | 139e           |
| 177       | Nils Politt      |                       |                            | 120e           |
| 178       | Tom Van Asbroeck |                       |                            | 98e            |

### Total Direct Energie
| rugnummer | renner             | prestaties deze ronde | opmerkingen                            | eindklassering |
| --------- | ------------------ | --------------------- | -------------------------------------- | -------------- |
| 181       | Niccolò Bonifazio  |                       |                                        | 141e           |
| 182       | Mathieu Burgaudeau |                       |                                        | 131e           |
| 183       | Lilian Calmejane   |                       | Opgave in 8e etappe                    | DNF            |
| 184       | Jérôme Cousin      | 3e etappe             | Buiten tijd gefinisht in de 16e etappe | DNF            |
| 185       | Fabien Grellier    | 1e etappe             |                                        | 117e           |
| 186       | Romain Sicard      |                       |                                        | 31e            |
| 187       | Geoffrey Soupe     |                       |                                        | 123e           |
| 188       | Anthony Turgis     |                       |                                        | 108e           |

### NTT Pro Cycling
| rugnummer | renner               | prestaties deze ronde | opmerkingen                | eindklassering |
| --------- | -------------------- | --------------------- | -------------------------- | -------------- |
| 191       | Giacomo Nizzolo      |                       | Opgave in 8e etappe        | DNF            |
| 192       | Edvald Boasson Hagen |                       |                            | 101e           |
| 193       | Ryan Gibbons         |                       |                            | 121e           |
| 194       | Michael Gogl         |                       | Niet gestart in 19e etappe | DNF            |
| 195       | Michael Valgren      |                       |                            | 73e            |
| 196       | Roman Kreuziger      |                       |                            | 109e           |
| 197       | Domenico Pozzovivo   |                       | Niet gestart in 10e etappe | DNF            |
| 198       | Max Walscheid        |                       |                            | 134e           |

### Team Sunweb
| rugnummer | renner               | prestaties deze ronde                                     | opmerkingen                     | eindklassering |
| --------- | -------------------- | --------------------------------------------------------- | ------------------------------- | -------------- |
| 201       | Tiesj Benoot         |                                                           |                                 | 75e            |
| 202       | Nikias Arndt         |                                                           |                                 | 126e           |
| 203       | Cees Bol             |                                                           |                                 | 140e           |
| 204       | Marc Hirschi         | Winnaar: 12e etappe 2e en 3e etappe 9e, 12e en 18e etappe | Winnaar Prijs van de Strijdlust | 54e            |
| 205       | Søren Kragh Andersen | Winnaar: 14e en 19e etappe                                |                                 | 58e            |
| 206       | Joris Nieuwenhuis    |                                                           |                                 | 103e           |
| 207       | Casper Pedersen      |                                                           |                                 | 92e            |
| 208       | Nicolas Roche        | 6e etappe                                                 |                                 | 64e            |

### B&B Hotels-Vital Concept p/b KTM
| rugnummer | renner           | prestaties deze ronde | opmerkingen                            | eindklassering |
| --------- | ---------------- | --------------------- | -------------------------------------- | -------------- |
| 211       | Pierre Rolland   | 15e etappe            |                                        | 18e            |
| 212       | Cyril Barthe     |                       |                                        | 96e            |
| 213       | Maxime Chevalier |                       |                                        | 136e           |
| 214       | Bryan Coquard    |                       |                                        | 122e           |
| 215       | Jens Debusschere |                       | Buiten tijd gefinisht in de 17e etappe | DNF            |
| 216       | Cyril Gautier    |                       |                                        | 78e            |
| 217       | Quentin Pacher   |                       |                                        | 53e            |
| 218       | Kévin Reza       |                       |                                        | 137e           |

## Deelnemers per land
| Deelnemers | Land                                                                                   |
| ---------- | -------------------------------------------------------------------------------------- |
| 39         | Frankrijk                                                                              |
| 17         | België, Spanje                                                                         |
| 16         | Italië                                                                                 |
| 12         | Duitsland                                                                              |
| 10         | Colombia                                                                               |
| 8          | Denemarken                                                                             |
| 7          | Nederland                                                                              |
| 5          | Oostenrijk, Slovenië                                                                   |
| 4          | Noorwegen, Verenigd Koninkrijk, Zwitserland                                            |
| 3          | Ierland, Nieuw-Zeeland, Verenigde Staten                                               |
| 2          | Australië, Letland, Rusland, Tsjechië, Zuid-Afrika                                     |
| 1          | Canada, Costa Rica, Ecuador, Israël, Kazachstan, Luxemburg, Polen, Portugal, Slowakije |

1e etappe ·
2e etappe ·
3e etappe ·
4e etappe ·
5e etappe ·
6e etappe ·
7e etappe ·
8e etappe ·
9e etappe ·
10e etappe ·
11e etappe ·
12e etappe ·
13e etappe ·
14e etappe ·
15e etappe ·
16e etappe ·
17e etappe ·
18e etappe ·
19e etappe ·
20e etappe ·
21e etappe
Startlijst · Eindstanden · Afbeeldingen